# Lébuin
Lébuin (aussi dénommé Lebuinus en latin, Lebwin en anglais ou Liafwin[e] en vieux-saxon), apôtre des Frisons et saint patron de Deventer, est un missionnaire chrétien né en Angleterre de parents anglo-saxons à une date inconnue, et décédé à Deventer, sans doute en 775.

## Biographie
Lébuin était un moine du monastère de Wilfrid à Ripon. Inspiré par l'exemple de saint Boniface, saint Willibrord et d'autres grands missionnaires anglais, il décida de consacrer sa vie à la conversion des Saxons.
Après son ordination, il partit pour Utrecht en 754, où il fut accueilli par Grégoire d'Utrecht, alors évêque de ce lieu, qui lui confia la mission d'évangéliser la  province d'Overijssel sur les frontières de la Westphalie, en lui donnant comme compagnon Marchelm (ou Marcellin), un disciple de Willibrord.  
Il prêcha l'Évangile parmi les peuplades de la région, et érigea une petite chapelle vers 765 à Wilp (Wilpa), près de Voorst, sur la rive ouest de l'IJssel. Sa vénérable personnalité et sa pédagogie gagnèrent rapidement beaucoup de gens au christianisme, parmi les nobles notamment, et il devint vite nécessaire de construire à Deventer, sur la rive est de la rivière, une église plus grande.
Cependant, l'église de Deventer est brûlée par les Saxons
Après s'être échappé avec difficulté, Lébuin accepta de défendre les vues du christianisme à l'assemblée des Saxons (Allthing) à  Marklo (de) près de la Weser.
La Vie de Lébuin (Vita Lebuini antiqua) décrit en grand détail sa comparution devant cette assemblée, où, selon ce récit, il a pointé l'inefficacité des divinités saxonnes et a averti les Saxons de l'imminence de la destruction par un puissant roi (qui annoncait Charlemagne), à moins qu'ils se soient convertis au christianisme entretemps. Grâce également à l'intercession du noble saxon Bouto, il les convainquit si bien de la puissance de sa mission, qu'ils lui permirent non seulement de repartir en vie, mais encore de prêcher sans encombre dans le territoire attribué. 
Il peut exister une confusion entre les vies de Lébuin et de Liévin de Gand, qui sont fêtés le même jour.

## Décès

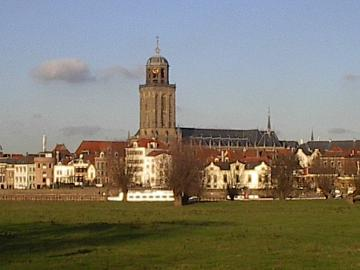
L'église Saint-Lébuin (Grote of Lebuinuskerk) au centre de Deventer.

À son retour en Frise, Lébuin rebâtit l'église de Deventer, où il fut par la suite enterré, et qui porte aujourd'hui son nom. Il décéda avant 776, année où un raid saxon détruit à nouveau l'église et dispersa les reliques du saint. Ludger rebâtit l'église quelques années plus tard, et y réinstalla les reliques de Lébuin qu'il avait retrouvées.

## Postérité
- Lébuin est fêté le 12 novembre, surtout aux Pays-Bas.
- L'église Saint-Lébuin porte son nom[4]